# Postaw-Muka
Postaw-Muka (ukr. Постав-Мука) – wieś na Ukrainie, w obwodzie połtawskim, w rejonie łubieńskim, w hromadzie Czornuchy. W 2001 liczyła 503 mieszkańców.